# Jeznik Petrosjan
Jeznik Petrosjan (ur. 19 stycznia 1959 w Tbilisi) – duchowny Apostolskiego Kościoła Ormiańskiego, od 2015 biskup pomocniczy Eczmiadzyna.

## Biografia
Święcenia kapłańskie przyjął 1 stycznia 1973 r. 15 czerwca 1997 r. został wyświęcony na biskupa. Do roku 1990 był biskupem południowej Rosji i Kaukazu. W kolejnych latach piastował różne stanowiska administracyjne w Katolikosacie. W latach 2011–2015 pełnił posługę biskupa Tawusz. W roku 2015 powrócił do Eczmiadzyna, gdzie zajął się tłumaczeniem Biblii. Obecnie pełni funkcję sekretarza generalnego towarzystwa biblijnego Armenii.